# Antonín Josef z Thun-Hohensteinu
Antonín Paduánský Josef Vojtěch hrabě z Thunu a Hohensteinu, počeštěně též z Thun-Hohenštejna (německy Anton de Padua Joseph Adalbert Graf von Thun und Hohenstein; 16. prosince 1754 Praha – 2. dubna 1840 Poběžovice) byl český šlechtic z benátecké a poběžovické linie rodu Thun-Hohensteinů.

## Život

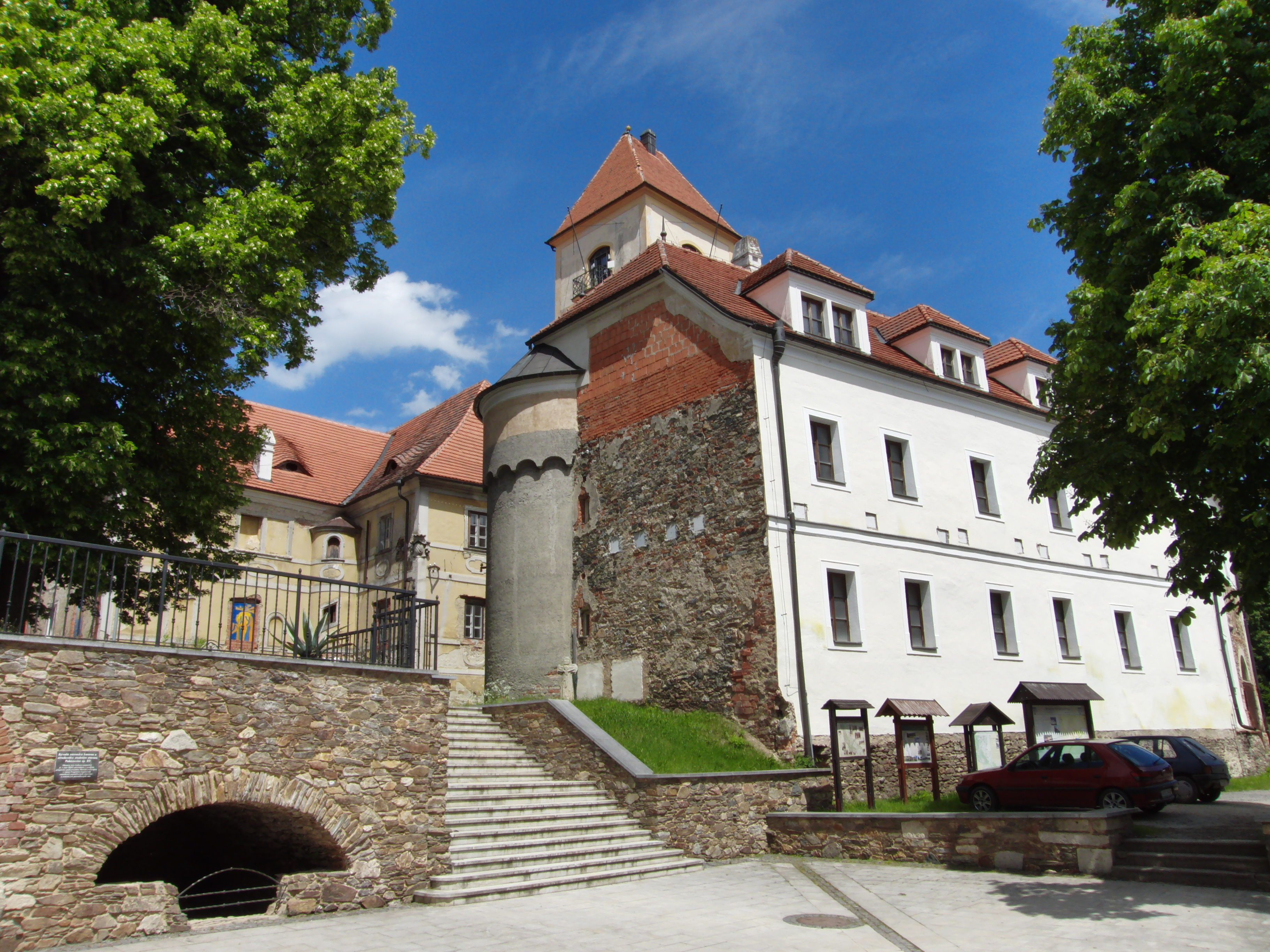
Zámek Poběžovice na Domažlicku

Narodil se jako druhý syn Jana Josefa z Thun-Hohensteinu (1711–1788) a jeho druhé manželky, hraběnky Marie Alžběty Kolonicsové z Kollegradu (1732 – 1754), dcery uherského hraběte Ladislava Kolonicse z Kollegradu (1705–1780) a jeho manželky Marie Eleonory (1711–1759). Jeho prarodiči byli Jan František Josef z Thun-Hohensteinu (1686–1720) a Marie Filipina Josefa rozená z Harrachu (1693–1763).
Matka Antonína Josefa zemřela dva dny po jeho narození v Praze 18. prosince 1754 a jeho otec se 11. ledna 1756 v Praze potřetí oženil s Marií Annou z Wildenstein-Wildbachu (1734–1766). Po její smrti se oženil ještě počtvrté, když si 18. února 1767 v Praze vzal Alžbětu Henigerovou z Ebergu (1729–1800).
Byl bratrem hraběte Ladislava Josefa z Thun-Hohensteinu (1752–1788). Z prvního manželství svého otce s hraběnkou Marií Kristýnou z Hohenzollern-Hechingenu (1715–1749) byl nevlastním bratrem čtyř sester a šesti bratrů, mezi nimi Leopolda Linharta z Thun-Hohensteinu (1748–1846), který byl v letech 1796–1826 pasovským biskupem, generála Václava Josefa či Františka Jana Josefa.
Antonín Josef z Thun-Hohensteinu zemřel 2. dubna 1840 v Poběžovicích ve věku 85 let.

## Rodina
Antonín Josef z Thun-Hohensteinu se oženil 8. února 1789 v Praze s hraběnkou Marií Terezií Vratislavovou z Mitrovic (9. března 1766 Prčice – 21. ledna 1851 Praha), dcerou hraběte Jana Nepomuka Víta Vratislava z Mitrovic (1730–1813) a jeho manželky Marie Johany Anny, rozené Malovcové z Malovic (1732–1799).  Manželé měli pět dětí:
- 1. Alžběta (5. 5. 1791 Prčice – 29. 11. 1876 Svojkov)[5]
  - ⚭ (1810) Karel Kinský z Vchynic a Tetova (28. 7. 1766 Chlumec nad Cidlinou – 4. 9. 1831 Sloup v Čechách)[6]
- 2. Johana Nepomucena (12. 3. 1792 Praha – 23. 9. 1849 Řepín), dáma Mariánské školy šlechtičen v Brně[5][7]
- 3. Marie Františka (21. 8. 1793 Prčice – 20. 1. 1861 Nový Berštejn)[5]
  - ⚭ (1817) Kristián Vincenc z Valdštejna-Vartenberka (2. 1. 1794 Praha – 24. 12. 1858 tamtéž)[8]
- 4. Františka Romana (26. 1. 1796 Praha – 14. 10. 1883 Salcburk)[5]
  - ⚭ (1816) Josef Matyáš z Thun-Hohensteinu (24. 2. 1794 Praha – 24. 9. 1868 Salcburk)[9]
- 5. Leopold Felix (15. 11. 1797 Praha – 10. 4. 1877 tamtéž)[5]
  - ⚭ I. (1825) Josefina Mladotová ze Solopisk (28. 4. 1804 Praha – 28. 6. 1827 tamtéž)[10]
  - ⚭ II. (1829) Alžběta Mladotová ze Solopisk (10. 4. 1805 Praha – 17. 1. 1876 tamtéž)[11]
- 6. Arnošt (12. 5.  1799 Pasov – 5. 1. 1827 Obytce)[5]
  - ⚭ (1824) Marie Mladotová ze Solopisk (24. 3. 1803 Praha – 5. 8. 1880 Sölheim)[5]